# (20479) Celisaucier
(20479) Celisaucier (1999 NO22) – planetoida z grupy pasa głównego asteroid okrążająca Słońce w ciągu 3,88 lat w średniej odległości 2,47 j.a. Odkryta 14 lipca 1999 roku.